# 後鰭花鰍
後鰭花鰍為輻鰭魚綱鯉形目鰍科的其中一種，為温帶淡水魚，分布於亞洲日本淡水流域，體長可達9.5公分，棲息在沙底質、流動的底層水域，生活習性不明。

## 扩展阅读
維基物種上的相關：後鰭花鰍